# Seznam iranskih zdravnikov
Seznam iranskih zdravnikov.

## A
- Abdolrahman, Sheikh Muhammad
- Ahmad ibn Farrokh
- Ahmad Ibn Imad ul-din
- Alavi Shirazi
- Amuli, Muhammad ibn Mahmud
- Aqa-Kermani
- Aqsara'i
- Arzani, Muqim
- Astarabadi

## B
- Bukhtishu, Abdollah ibn
- Bukhtishu, Gabriel ibn
- Bukhtishu, Yuhanna
- Burzoe

## E
- Esfarayeni

## G
- Gilani, Hakim
- Gorgani, Zayn al-Din Isma‘il ibn
- Gorgani, Rustam

## H
- Hajji Zayn al-Attar
- Hakim Ghulam Imam
- Hakim Muhammad Mehdi Naqi
- Hakim Muhammad Sharif Khan
- Hamadani, Ali
- Harawi, Muhammad ibn Yusuf
- Hasani, Qavameddin

## I
- Ibn Khaseb
- Ilyas, Yusef ibn
- Ibn Sina, (Avicenna)
- Isfahani, Jalaleddin
- Isfahani, Husayn

## J
- Jaghmini
- Jaldaki
- Juzjani, Abu Ubaid

## K
- Kazerouni, Masoud
- Kermani, Iwad
- Khorasani, Sultan Ali

## M
- Majusi, Ibn Abbas
- Mirza Ali Hakim

## N
- Nagawri
- Nakhshabi
- Natili Tabari
- Neishaburi
- Nurbakhshi

## O
- Ostanes

## Q
- Qazwini, Zakariya

## S
- Sahl, Shapur ibn
- Samarqandi, Najibeddin
- Sarakhsi, Ahmad tayyeb
- Shahrazuri
- Shirazi, Imad al-Din Mas'ud
- Shirazi, Muhammad Hadi Khorasani
- Shirazi, Mahmud ibn Ilyas
- Shirazi, Najm al-Din Mahmud ibn Ilyas
- Shirazi, Qurayshi
- Sijzi, Mas'ud
- Soleiman ibn Hasan

## T
- Tabari, Abul Hasan
- Tabari, Ibn Sahl
- Tabrizi, Maqsud Ali
- Tunakabuni
- Tughra'i

## V
- Vatvat